# Шил
Шил (на шведски: Kil, на шведски се произнася по-близко до Шийл) е град в западната част на централна Швеция, лен Вермланд. Главен административен център на едноименната община Шил. Намира се на около 260 km на северозапад от столицата Стокхолм и на около 15 km на север от Карлстад. ЖП възел. Населението на града е 7842 жители според данни от преброяването през 2010 г.